# Callitrichia pilosa
Callitrichia pilosa là một loài nhện trong họ Linyphiidae.
Loài này thuộc chi Callitrichia. Callitrichia pilosa được Rudy Jocqué & Scharff miêu tả năm 1986.